# Pordenone
Pordenone (venecijanski i furlanski: Pordenon, slovenski: Pordenun) je grad i općina (comune) u sjevernoj Italiji. Središte je istoimene pokrajine Pordenone i jedan od većih gradova u talijanskoj regiji Furlanija-Julijska krajina.
Pordenone je ime dobio od svog latinskog imena Portus Naonis, a to je značilo luka na rijeci Noncello (latinski Naon)

## Zemljopisne karakteristike
Pordenone leži na pola puta između Venecije (93,5 km) i Trsta (116 km), u podnožju Alpa na rijeci Noncello, ali vrlo blizu Jadranskog mora - do kojeg ima samo 50 km, tako da ima mediteransku klimu. Pordenone je udaljen od Udina 45 km, do Trevisa ima 67, do kupališta Lignano Sabbiadoro ima 58.5 km, a do skijališta oko Belluna 70 km.

## Povijest
Jezgra današnjeg Pordenonea postojla je još za rimskih vremena, 1950. iskopani su ostatci ville rustice kod mjesta Torre, ona je izgleda bila mjesto za skladištenje poljoprivrednih proizvoda.
No današnji Pordenone je kao naselje nastao krajem 6. stoljeća oko luke na rijeci Noncello, kao - Portus Naonis. U vrijeme vladavine kralja Berengara Furlanskog u 10. stoljeću taj kraj naselili su stanovnici Karantanije slavenskog porijekla.
Nakon vladavine više feudalaca iz Koruške i Štajerske tokom 11. i 12. stoljeća, Podrenone je 1282., potpao pod vlast habsburgovaca i tako postao njihova enklava na teritoriju Akvilejskog patrijarhata. Veliki požar 23. kolovoza 1318. uništio je velik dio grada, 1347. izgrađen je zvonik pored katedrale San Marco.
U 14. stoljeću Pordenone je znatno narastao zbog procvata trgovine na rijeci, status grada dobio je 1314.
Mletačka Republika zauzela je Pordenone 1514., za njihove vlasti izgrađena je nova luka, i znatno je unaprijeđeno zanatstvo.
Nakon Napoleonskih ratova, početkom 19. stoljeća Pordenone je bio uključen u marionetsku habsburšku tvorevinu Kraljevstvo Lombardija-Venecija. Tada je izgrađena željeznička pruga do Pordenonea i cesta Pontebbana, tako da je promet po rijeci opao. U gradu su započele s radom prve predionice pamuka i započeo je opći industrijski razvoj. Pordenone je ušao u sastav Kraljevine Italije 1866.
Predionice pamuka propale su nakon Velike ekonomske krize 1929., nakon Drugog svjetskog rata Pordenone je postao poznat po tvornici električnih aparata Zanussi, koju je osnovao Lino Zanussi 1916. koja je 1960-ih postala jedna od najvećih talijanskih tvornica. Ekonomski uzlet grada rezultirao je i njegovim društvenim položajem 1968. postao je sjedište istoimene provincije (prije toga taj kraj bio je pod jurisdikcijom Provincije Udine.
Nakon Drugog svjetskog rata Pordenoneu je (kao i cijeloj Furlaniji) na ruku išao i hladni rat i blizina jugoslavenske granice od kud se očekivala invazija varšavskog pakta. Stoga su amerikanci izgradili veliku zračnu bazu u obližnjem Avianu (17 km), talijanska vojska smjestila je u Pordenoneu svoju 132. oklopnu brigadu talijanske vojske Ariete. Tako je i vojska utjecala na ekonomski rast Pordenonea.

## Znamenitosti Pordenone
- Katedrala San Marco (Duomo) podignuta je 1363. u romaničko - gotičkom stilu, obnavljana je u 16. i 18. stoljeću. U njoj je poznata freska San Rocco i oltarna slika domaćeg renesansnog slikara Giovannia Antonia de'Sacchisa (poznatijeg kao Il Pordenone). Uz katedralu je podignut 79 m visok zvonik.
- Palazzo Ricchieri, danas dom gradskog Umjetničkog muzeja. Izvorno to je bila građevina s tornjem iz 13. stoljeća, naknadno je preuređena u dvorac za venecijansku obitelj Ricchieri.
- Palazzo Comunale (Općinska palača) izgrađena 1291. – 1395. u gotičkom stilu, loža, tornjići i toranj sa satom dograđeni su u 16. stoljeća, po projektu slikara Pomponia Amaltea.
- Crkva Santissima Trinità (Sveto Trojstvo), pored rijeke Noncello je oktogonalna građevina s freskama Giovannija Marije Calderarija, učenika Il Pordenonea.
- Castello di Torre (kasno 12. stoljeće), rezidencija obitelji Ragogna, danas je dom Arheološkog muzeja zapadne Furlanije. On je bio meta napada vojske Svetog Rimskog Carstva 1402., koji su ga srušili tako da je od njega ostao samo toranj.
- Ostatci rimske vile - Torre otkrivene 1950.

Centrom Pordenonea dominira ulica Corso Vittorio Emanuele II, puna gotičkih i renesansnih građevina, od kojih su neke oslikane.

## Gradovi prijatelji
- Spittal an der Drau, od 1987.
- San Martín, od 2003.

## Poznati građani
- Bl. Odorik, mletački misionar i svjetski putnik
- Il Pordenone, slikar

## Vanjske poveznice
- Službene stranice (tal.)
- Arheološki muzej zapadna Furlanija  Arhivirana inačica izvorne stranice od 2. svibnja 2007. (Wayback Machine) (tal.)